# هیئت نظارت
هیئت نظارت، (به انگلیسی: Board of Governors) اصطلاحی است که گاهی برای هیئت مدیره یک نهاد دولتی، مراکز دولتی، از جمله دانشگاه‌ها، شرکت‌های دولتی یا سازمان‌های ناسودبر استفاده می‌شود.
برای نمونه بنگاه سخن پراکنی بی‌بی‌سی سال‌ها توسط هیئت نظارت اداره می‌شد، هر چند این نقش در حال حاضر به بی‌بی‌سی تراست واگذار شده‌است. در ایالات متحده نیز نمونه‌هایی مانند خدمات پستی ایالات متحده آمریکا و فدرال رزرو نیز از هیئت نظارت به‌جای هیئت مدیره استفاده می‌شود.
در بعضی از کشورهای اتحادیه اروپا و شرق آسیا ساختار راهبری دولایه‌ای رواج دارد. در این ساختار، دو هیئت جداگانه تعریف می‌شود که هیئت عالی‌تر سیاست‌گذاری و تصمیم‌گیری کلان را بر عهده دارد و هیئت پایین‌تر به اداره کارهای اجرایی می‌پردازد. ولی، در دیگر کشورها (از جمله، ایران) عمدتاً ساختار راهبری تک‌لایه‌ای - یک هیئت مدیره - رواج دارد. البته در این کشورها هم ممکن است بعضی سازمان‌ها با ساختار راهبری دولایه‌ای اداره شوند؛ مثلاً، ساختارهای راهبری متشکل از: هیئت امنا-هیئت مدیره، هیئت مدیره-هیئت عامل، ... .